# RSV Mülheim
Le Rasensportsverein Mülheim 1902 ou RSV Mülheim, était un club omnisports allemand basé à Mülheim. Il comptait deux sections : football et handball.

## Historique
- 1902 : on joue au football à Mülheim
- 1906 : création du Mülheim Spielverein et du 1. Mülheimer Fußballklub 1906
- 1907 : fusion des deux équipes susnommées sous le nom de Mülheim Sportverein
- 1919 : fusion du Mülheim Sportverein et du VfR Heißen sous le nom de Rasensportsverein (RSV) Mülheim
- 1924 : création de la section de handball à onze
- 2015 : disparition du club pour former avec le Holthausener Turnverein le SV Heißen

## Palmarès
Handball à onze
- Championnat d'Allemagne masculin (de) : 1947, 1949

Handball à sept
- Champion d'Allemagne masculin : 1949 (non officiel)
- Champion d'Allemagne féminin : 1960, 1961